# Una
 Ovo je glavno značenje pojma Una. Za druga značenja pogledajte Una (razdvojba).
Una je rijeka u sjeverozapadnom dijelu Bosne i Hercegovine odnosno istočnom dijelu Like. Una čini i veliki dio prirodne granice Hrvatske i BIH. Na izvoru je planinska rijeka, a kako ide prema ušću, postaje ravničarska rijeka.

## Opis
Ukupna dužina Une je oko 212 km. Ušće je u mjestu Jasenovcu, gdje se ulijeva u rijeku Savu. Najnovijim istraživanjima i ronjenjem u izvor Une dostignuta je dubina od 248 metara, ali dno nije pronađeno.
Nedaleko od Bosanske Otoke pronađen je čamac izdubljen u deblu, poprilično velikih razmjera. Služio je, po riječima arheloginje Branke Raunig iz bihaćkog Regionalnog muzeja Pounja, za transport roba i ljudi.
Danas je Una dio velikog blaga prirodnog naslijeđa Bosne i Hercegovine, mjesto bogatog turističkog prometa i od 1963., uz nekoliko kraćih prekida, održavanja međunarodne sportsko-turističke manifestacije Una-Regata. Gornji tok ove rijeke dio je Nacionalnog parka "Una."